# تنافر ثقافي
التنافر الثقافي (التعليم وعلم الاجتماع وعلم الإنسان والدراسات الثقافية) شعور غير مريح بعدم التوافق أو عدم الاتساق أو الارتباك أو الصراع يعاني منه الأشخاص أثناء تغيير البيئة الثقافية الخاصة بهم. وغالبًا ما لا تكون التغييرات متوقعة، ولا يمكن شرحها أو فهمها، بسبب الأنواع المختلفة من الديناميكيات الثقافية.
وتأخذ الدراسات التي تقوم حول التنافر الثقافي نطاقًا اجتماعيًا وثقافيًا واسع للتحليلات التي تهدف إلى الاستفسار عن الاقتصاد والسياسة والقيم وأنماط التعليم والعوامل الثقافية، مثل اللغة والتراث والإثنية والتراث الثقافي والتاريخ الثقافي والصيغ التعليمية وتصميم الفصول الدراسية وحتى الأمور الاجتماعية الثقافية مثل الاستعلاء العرقي والعنصرية والموروثات التاريخية ذات الصلة في الثقافات الخاصة بها.

## الأبحاث
تميل موضوعات الأبحاث في إطار التنافر الثقافي إلى الحقول المتداخلة اعتمادًا على مجموعة كبيرة من الأنظمة وتطبيق النتائج على حقول ودراسات متنوعة بشكل متساوٍ.
في هذا الإطار، كتب إدوارد جيه هيديكان مقالاً في قسم علم الاجتماع وعلم الإنسان في جامعة جويلف، بأونتاريو. وفي هذا المقال، أشار إلى احتمالية الضغوط التثاقفية والتأثيرات التخريبية لها على الإحساس بالمشاعر الأصلية للقيمة والهوية. وقد اقترح قائلاً «...تطوير التواصل بين الأعراق أو السياسات العرقية ذات الاختصاص المجتمعي. وسوف يؤدي ذلك في المقابل إلى زيادة السيطرة الأصلية على المؤسسات التعليمية والاقتصادية والسياسية وتقليل التنافر الثقافي وازدياد إيجابية الهوية الأصلية». (هديكان)
وقد كتب بول بوهانان "أطروحة في العلوم الإنسانية" تحدد "سبعة مبادئ تنظيمية فريدة للبشر، وهي: التعاقد والأدوار وتصنيف الممتلكات والأسواق والشبكات والعلاقات العامة. وتقوم هذه السمات على تحليل الأزواج والثلاثيات والسلاسل، من أجل عرض كيف يمكن أن يؤدي الإبداع وكذلك التنافر الثقافي إلى الشراك الثقافية. (بوهانان)

### التعليم
لقد استنتجت وينيفريد إل ماكدونالد في فرضيتها أنه «...لم تكن المميزات المشتركة المتمثلة في اللغة والعرقية كافية لضمان عدم تعرض العائلات للاختلافات الثقافية في الأنظمة التعليمية.» 
كما أشارت ماكدونالد كذلك إلى أنه يقال في بعض الأحيان إن التنافر الثقافي يحول دون التكيف الثقافي الاجتماعي.
وقد كتبت سوزان بلاك، وهي مستشارة أبحاث تعليمية، مقالاً في مجلة مجلس التعليم الأمريكية في جمعية مجلس المدارس القومية لخص بعض الإجراءات الموصى بها من قبل بعض الباحثين في مجال التنافر الثقافي المرتبط بالتعليم. وقد اشتملت قائمة التوصيات للمعلمين على ما يلي:
1. التعرف على الاستعلاء العرقي
2. التعرف على التراث الثقافي للطالب وفهمه
3. فهم المشكلات الاجتماعية والاقتصادية والسياسية والقيم في الثقافات المختلفة
4. تبني الموقف الذي يمكن أن يتعلمه الطلاب، كل الطلاب
5. خلق فصول دراسية تتسم بتوفير الرعاية الحقة حيث يتم تقدير كل الطلاب وقبولهم.

وتشتمل النتائج العامة الأخرى على ما يلي: 
- حينيفا جاي (جامعة واشنطن في سياتل، واشنطن)، اقترحت أن الاختلافات يمكن أن تؤدي إلى حدوث صدامات ثقافية
- يذكر الباحثون في المعمل التعليمي الإقليمي الشمالي الغربي أن العديد من دراسات الحالة الشفهية تظهر كيف تحسن ممارسات الاستجابة الثقافية سلوكيات وإنجازات الطلاب.[1]

### الجيل الثاني للمهاجرين
في كتابهما أطفال المهاجرين (Children of Immigration)، يناقش كارولا ومارسيلو سواريز أوروزكو التنافر فيما يرتبط بعلاقته باللاتنيين في الولايات المتحدة. وقد اكتشف سواريز أوروزكو أن الإسبان من الجيل الثاني يعانون من أشكال أكثر حدة من التنافر الثقافي مقارنة بأولياء أمورهم من الجيل الأول. كما أنهما لاحظا أن الأفراد من الجيل الثاني كذلك يواجهون «صعوبات خاصة» تؤدي إلى «ثلاثة أنماط عامة للتعديل»
1. محاولات تخليق تقليدين ثقافيين
2. القبول كعضو للجماعة المسيطرة
3. تطوير هوية دفاعية مثل الانتماء إلى العصابات

### لاجئو الحروب
كما قارن سواريز أوروزكو كذلك خبرة المغتربين من كوبا الذين يتم تجميع شملهم مع أفراد الأسرة من «...اللاجئين الفارين من أمريكا الوسطى التي مزقتها الحروب...» أثناء عملهم على الأمور الخاصة بالتعديل، وقد استنتج أن الأمريكيين من أمريكا الوسطى كان يجب عليهم التعامل مع قدر أكبر من التنافر الثقافي من نظرائهم الكوبيين.

### تطبيق القانون
كتب لاري إيه جولد ورقة بحثية من أجل جامعة شمال أريزونا
«ويتناول هذا البحث العلاقة بين مشاعر الروحانية وكيفية سعي ضباط الشرطة في نافاجو نحو فرض القانون الأوروبي. وتقترح الأبحاث السابقة وجود علاقة بين عمق مشاعر الروحانية لدى الضباط وموقف الضباط تجاه فاعلية الأساليب التقليدية للسيطرة الاجتماعية، ومع ذلك، فإن هذا البحث يأخذ خطوة إضافية ويفحص تأثير التنافر الثقافي على الضغوط التي يعاني منها ضباط الشرطة في نافاجو. وقد تم استخدام سلوك فرض القانون على ضباط نافاجو كتعبير عن كثافة مشاعرهم فيما يتعلق بمدى فاعلية القوى التقليدية في مقابل القوى الأوروبية للسيطرة الاجتماعية، حيث يتمثل الاقتراح الرئيسي الذي يتم اختباره في أن تقرير المصير ليس مجرد حالة قانونية، ولكن حالة الكائن النفسية. وقد تم استخدام طريقة كرة الثلج لتطوير العينات من أجل اختيار الضباط لإجراء مقابلات مكثفة. وتقترح النتائج أن مشاعر الضباط فيما يتعلق بالارتباط الروحاني بثقافتهم يتربط بشكل عكسي بدرجة صرامة فرض القوانين الأوروبية. وبمعنى آخر، كلما زادت درجة روحانية الضابط، قلت احتمالية اعتماده بشكل مفرد على القوانين الأوروبية، وزادت درجة اعتماده على الوسائل الأخرى لحل المشكلات. كما تقترح النتائج كذلك أنه بالإضافة إلى الضغوطات التي يواجهها كل ضباط الشرطة بشكل طبيعي، فقد واجه ضباط نافاجو ضغوطات إضافية خاصة بالضباط من السكان الأصليين الذين يعملون في مجتمعات السكان الأصليين. جدول واحد، 41 مرجعًا. مقتبس من المستند المصدري.» (جولد)

### في الرياضة
كتبت تراسي تيلور بحثًا لصالح مجلة الرياضة والشئون الاجتماعية (Journal of Sport and Social Issues). وفي هذا البحث، كتبت ما يلي «...يهدف هذا البحث إلى النظر في الأمور المتعلقة بالتنوع الثقافي والاحتواء في كرة السلة النسائية في أستراليا باستخدام خطاب الاستبعاد. وقد تحدثت النساء والفتيات من خلفيات ثقافية متنوعة عن اختلافات معززة واستيعاب ثقافي في تجاربهن المرتبطة بكرة السلة. وقد أشارت سيدات ولدن في دول أخرى ناطقة باللغة الإنجليزية تذكرن مشاعر الاحتواء وقلة التنافر الثقافي إلى أن كرة السلة ساعدتهن على أن يشعرن بأنهن جزء من المجتمع الجديد الذي يعشن فيه، بالإضافة إلى تحقيق مكاسب اجتماعية من خلال المشاركة. ورغم أنه لم يتم التعبير عن تجارب الاستبعاد الصريح أو التمييز العنصري بشكل فعلي، إلا أن بعض السيدات شعرن بشعور قوي بالتوافق الثقافي مع التوقعات السلوكية القائمة على الأنجلو. وتقترح قصص السيدات وتجاربهن أن السيدات من خلفيات ثقافية متنوعة قد اكتشفن بعض الفرص للتعبير عن تميزهن الثقافي من خلال الألعاب الرياضية الأسترالية السائدة، مثل كرة السلة. والاستنتاج الذي تم التوصل إليه بعد هذا الفحص هو أن خطاب الاستبعاد متغلغل في كرة السلة الأسترالية ومن غير المتوقع أن يتغير في المستقبل القريب. جدول واحد، 76 مرجعًا. [تمت إعادة طباعة هذا المقال بعد الحصول على إذن من شركة ساج بابليكيشنز إنك (Sage Publications Inc.)، حقوق التأليف والنشر محفوظة لعام 2004.]» (تايلور)

## التنافر الثقافي في الثقافة العامة
يحتوي الوجه الثاني لألبوم فايرساين ثيتر الصادر عام 1968، في انتظار فني الكهرباء أو شخص مثله (Waiting for the Electrician or Someone Like Him)، على دراما فكاهية للراديو على مدار 18 دقيقة لمسافر يعاني من تنافر ثقافي عند وصوله إلى دولة أجنبية. على سبيل المثال، يصارع المسافر من أجل التعبير عن رغباته لإرسال برقية، فقط للتأكيد على أن برقيته قد تم إرسالها، وبسعر مقبول، وأنه سوف يتلقاها خلال حوالي ساعة.